# African Agricultural Technological Foundation
L'African Agricultural Technological Foundation (AATF) est une association à but non lucratif spécialisée dans l'agronomie à destination des pays africains.
Elle présente ses objectifs comme visant à faciliter les partenariats entre le public et le privé afin de faciliter l'accès des paysans, en Afrique subsaharienne, aux technologies agricoles commercialement protégées (brevets, etc.) . L'AATF intègre notamment les OGM dans ses projets, bénéficiant parfois de licences spécifiques (libres de droit, ou royalty free) accordées par les grandes firmes comme Monsanto (c'est le cas pour des projets en cours concernant du maïs génétiquement modifié et qui résisterait mieux aux périodes de sécheresse).
L'AATF participe régulièrement à de grands forums internationaux, par exemple à celui consacré en mars 2011, à Addis-Abeba, à l'aflatoxine , une mycotoxine affectant les plantes cultivées en Afrique et les rendant parfois impropres à la consommation, aux côtés d'organisations telles que le COMESA (Marché commun de l'Afrique orientale et australe), l'Union africaine, l'International Institute for Tropical Agriculture, la Fondation Gates…

## Projets
Parmi les projets en cours de l'AATF :
- le Striga Control Project - le striga étant une plante parasite qui affecterait, selon l'AATF, 40 millions d'hectares dans la région et conduirait à des baisses de rendement de 20 à 80 %, voire, dans certains cas sévères, à la destruction de toute la récolte ;
- le projet Cowpea Improvement (le cowpea étant une sorte de haricot), qui vise à lutter contre le ravageur Maruca vitrata en faisant appel à des OGM, au motif que les coûts trop élevés des insecticides empêchent les paysans africains de se prémunir contre les infestations ;
- le projet sur la banane, qui vise à utiliser les OGM pour prévenir les effets de la maladie du flétrissement (Banana Bacterial Wilt Disease), provoqué notamment par le Xanthomonas campestris pv musacearum - dont l'infestation en Ouganda en 2001 aurait causé, selon l'IITA (Institut international de l'agriculture tropicale), 200 millions de dollars; un accord a notamment été passé avec l'Academia Sinica de Taïwan pour permettre l'accès à un gène breveté (issu du poivron) via une licence libre de droits (royalty free) et développer une banane génétiquement modifiée. Des essais scientifiques sont actuellement en cours en Ouganda[4].
- le projet WEMA (Water Efficient Maize for Africa), qui vise à développer du maïs  consommant moins d'eau et résistant mieux aux périodes de sécheresse, qui devraient augmenter sous l'effet du réchauffement climatique.